# Fernando Silva (arquiteto)
Fernando Silva (Lisboa, 5 de Janeiro de 1914 — Lisboa, 19 de julho de 1983) foi um arquiteto português.

## Biografia
Frequentou o curso de Arquitectura na Escola de Belas Artes de Lisboa, mas acabaria por terminar o curso com 19 valores na Escola de Belas-Artes do Porto, em 1944, sob o magistério de Carlos Ramos, já com 30 anos e com obra feita na arquitectura nacional.
Depois das colaborações com o arquiteto Raul Rodrigues Lima (Cadeias Civis), passou a assinar em nome próprio e em 1943 recebeu o primeiro dos três Prémios Valmor que receberá ao longo da sua carreira.
Em 2025, foi atribuído o topónimo Rua Fernando Silva em sua homenagem, no Bairro de São João de Brito, em Lisboa.

## Projectos e obras
- Edifício de habitação na Avenida Sidónio Pais, n.º 6, Lisboa (projeto conjunto com Raul Rodrigues Lima) - Prémio Valmor, 1943.[1]
- Edifício de habitação na Avenida Casal Ribeiro, n.º 12, Lisboa - Prémio Valmor, 1946.[1]
- Edifício de habitação na Avenida do Restelo, nº 23 e 23A, Lisboa (projecto conjunto com João Faria da Costa) - Prémio Valmor, 1952.[1]
- Conjunto habitacional Quinta da Luz, na Rua Maria Veleda n.º 2 a 4, Carnide, Lisboa - Prémio Valmor, 1978.
- Zona Comercial do Bairro de Alvalade, Lisboa (projecto conjunto com João Faria da Costa).[2]
- Edificio Shell, na Avenida da Liberdade, 249, Lisboa.[2]
- Cinema São Jorge, na Avenida da Liberdade, 175, Lisboa. 1950. Prémio Municipal de Arquitetura de Lisboa.[2][1]
- Edifício Aviz, na Avenida Fontes Pereira de Melo, Lisboa.[2]
- Hotel Sheraton, na Avenida Fontes Pereira de Melo, Lisboa.[2]
- Urbanização da Portela de Sacavém, Loures.[2][3]
- Urbanização de Sassoeiros, Carcavelos, Cascais.[3]
- Urbanização do Alto da Barra, Oeiras.[3]

### Cinema S. Jorge

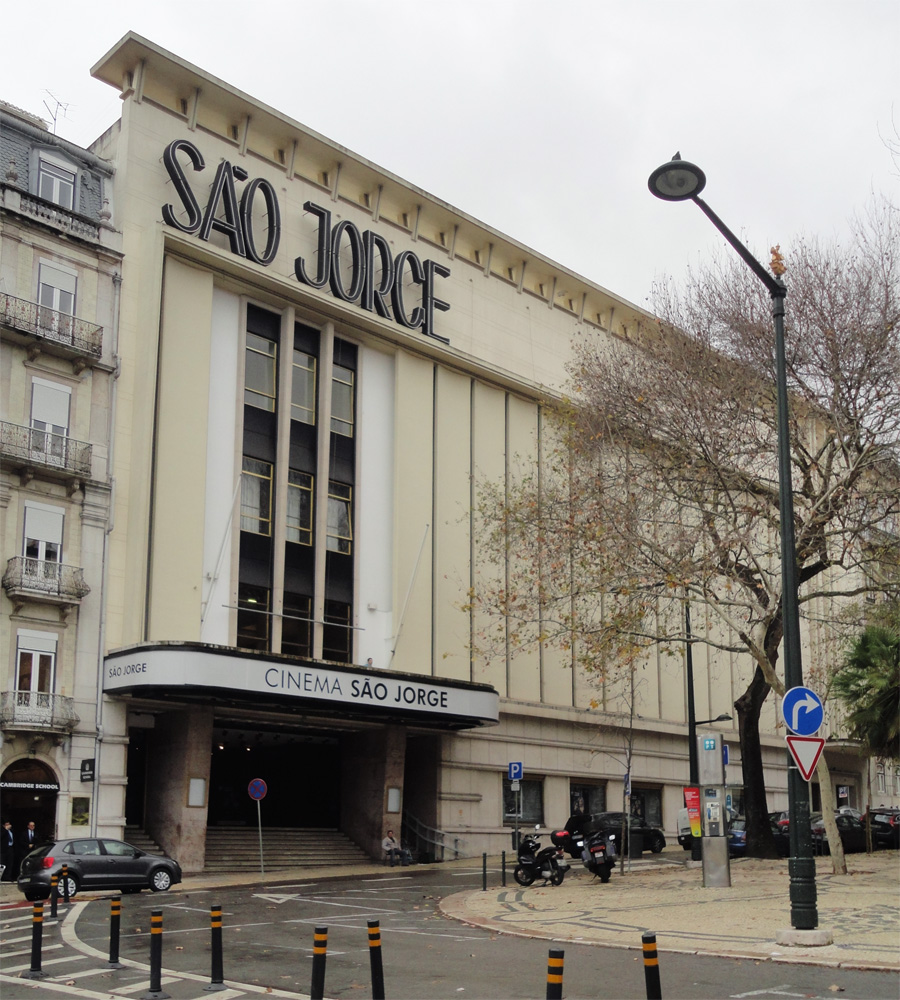
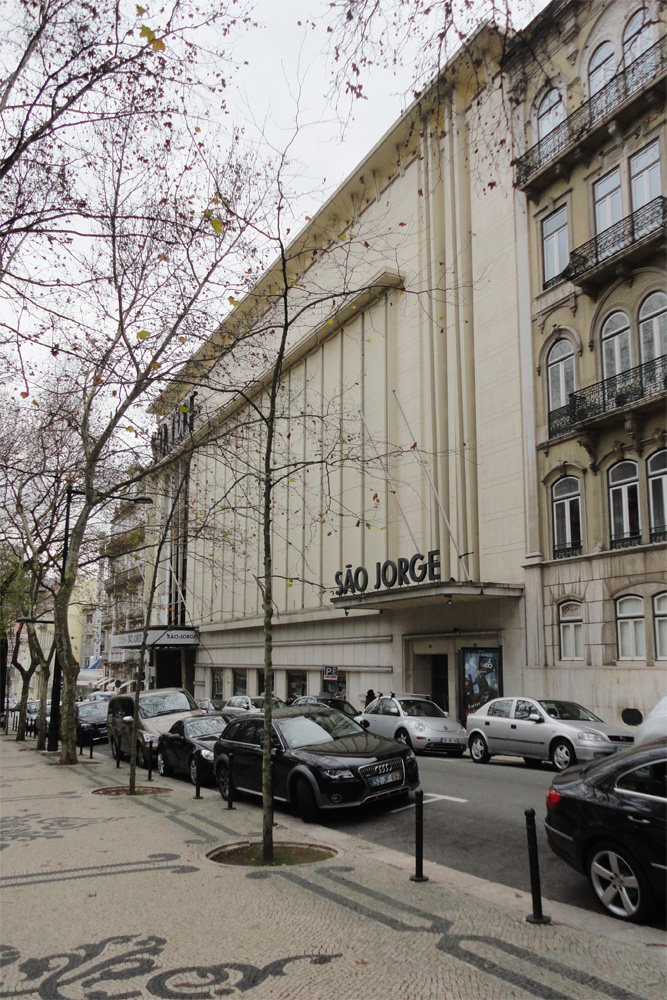
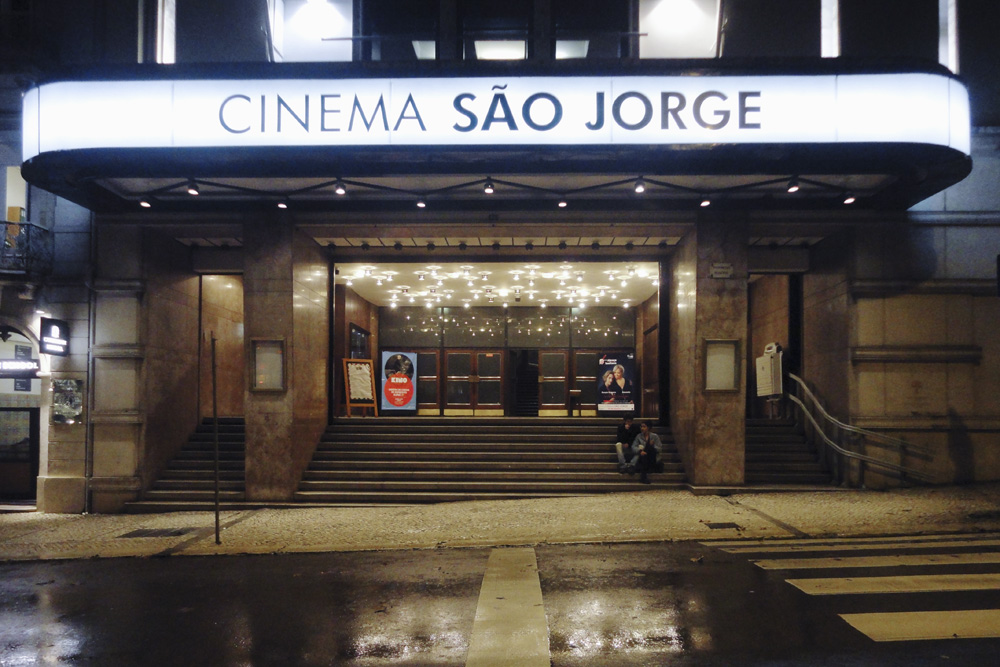